# Peter Meyer (Musiker, 1940)

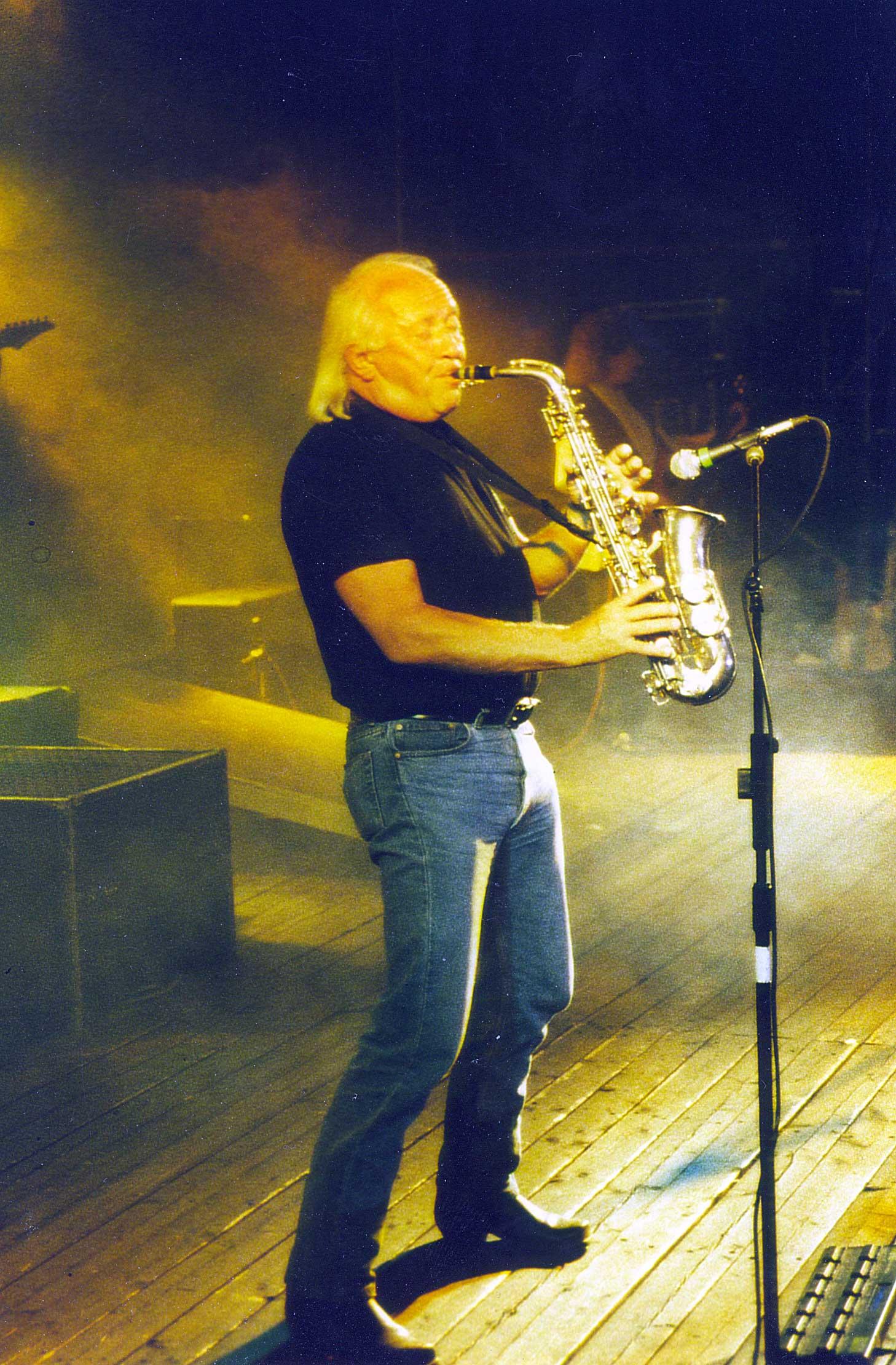
Peter Meyer (2005)

Peter Meyer (* 5. Januar 1940 in Hohenmölsen) ist ein deutscher Musiker und Komponist. Er war langjähriges Mitglied der 2016 aufgelösten Rockband Puhdys.

## Leben
Peter Meyer bekam im Alter von neun Jahren sein erstes Akkordeon und nahm fortan Unterricht. Er spielte Querflöte und Akkordeon in einem Spielmannszug. Später wurde er Musiklehrer in Etzin und Brieselang und ist seit 1963 Berufsmusiker.
Im Jahr 1965 gehörte Meyer zu den Ur-Puhdys, die aus ihm, Udo Jakob, Harry Jeske und Dieter „Quaster“ Hertrampf bestanden. Von 1966 bis 1968 leistete Meyer seinen Grundwehrdienst bei der Nationalen Volksarmee im Musikkorps Eggesin, was Einfluss auf die Aktivitäten der Band hatte. Nach dem abgeleisteten Wehrdienst gab es mehrere Versuche, die Puhdys wieder zu aktivieren. So gab es Abschnitte mit Helmut Schulte aus Potsdam und einem Sänger aus Berlin, was nicht funktionierte. Kurz darauf kamen Herbert Dreilich und Henry Kotowski mit seiner Frau, die neben Meyer und Harry Jeske in der Formation spielten. Dabei spielte die Band eher Soul als Rock. Seit der offiziellen Gründung und dem ersten Konzert im Freiberger „Tivoli“ im Jahr 1969 bis zu ihrer Auflösung im Jahr 2016 gehörte Peter Meyer ununterbrochen zur Besetzung der Band und spielte Tasteninstrumente sowie Saxophon. 
In ihrer Anfangszeit spielte die Band englische Coverversionen, um bald darauf mit ihren eigenen Stücken zu einer der erfolgreichsten deutschsprachigen Bands zu werden. Kompositorisch aktiv wurde Meyer bei den Puhdys-Stücken Vorn ist das Licht, Vineta, Der Außenseiter, An den Ufern der Nacht, He John, Was vom Leben bleibt, Computerträume, Jahreszeiten, TV-Show, Ich will nicht vergessen und Was bleibt. Darüber hinaus schrieb er für Christin und Ralf Dohanetz das Stück Tanzend durch die Nacht, das diese in den 1980er-Jahren unter dem Namen „C. D. und Ralle“ veröffentlichten. Zusammen mit Dieter Birr schrieb er Am Sonntag dieser Welt für Petra Zieger, für Thomas Lück Kurschatten, für Dunja Rajter Immer wieder und unter anderem Namen für die Wildecker Herzbuben Ich hab so großes Heimweh. 
Nach der Auflösung der Puhdys im Jahre 2016 tritt Meyer mit deren Songs weiterhin auf. Mit seinem Enkel Ludwig produzierte er im Jahre 2017 eine Single des Puhdys-Klassikers TV Show. Mit seinem Projekt „Eingehängt“ veröffentlichte er im Jahr 2021 die Single Meine Religion.
Peter Meyer lebt in Berlin-Rahnsdorf. Sein Sohn Hendrik Röder (* 1966) spielt Bass bei Bell, Book & Candle. Sein Enkel Tom Groß (* 1990) ist als Schlagzeuger in verschiedenen Bands tätig.

## Diskographie (Auswahl)

### Studio- und Livealben
- 1974: Зигфрид Валенди & Вокально-Инструментальный Ансамбль “Пудис” (Melodija, Die Puhdys als Studioband für Siegfried Walendy)
- 1974: Die Puhdys (Amiga, als Puhdys 1 1980 Reissue bei Amiga)
- 1975: Puhdys (Amiga, 1976 bei Supraphon, als Puhdys 2 1980 Reissue bei Amiga)
- 1976: Sturmvogel (Amiga)
- 1976: Rock ’n’ Roll Music (Amiga)
- 1977: Perlenfischer (Amiga)
- 1978: 10 wilde Jahre (Amiga)
- 1979: Live im Friedrichstadtpalast (Amiga Doppel-LP, als Puhdys 6 Live 1979 bei Hansa, als 7 – Puhdys Live 1981 Reissue bei Amiga)
- 1980: Heiß wie Schnee (Amiga)
- 1981: Far from Home (Amiga)
- 1982: Schattenreiter (Amiga)
- 1983: Computer-Karriere (Amiga)
- 1984: Das Buch (Amiga)
- 1984: Live in Sachsen (Doppel-LP) (Amiga)
- 1986: Ohne Schminke (Amiga)
- 1989: Neue Helden (Amiga)
- 1989: Jubiläumsalbum (Amiga)
- 1992: Wie ein Engel (DSB)
- 1994: Zeiten ändern sich (Dakoda)
- 1994: Live – 25 Jahre die totale Aktion
- 1996: Live in flagranti (Dakoda)
- 1997: Frei wie die Geier (Dakoda)
- 1999: Wilder Frieden (BMG)
- 2001: Zufrieden? (BMG)
- 2001: Dezembertage (BMG)
- 2003: Undercover (Multirecords)
- 2005: Alles hat seine Zeit (Multirecords)
- 2006: Dezembernächte (Multirecords)
- 2007: Ostrock in Klassik (Puhdys, Karat, Silly u. a.)
- 2009: Abenteuer – Das Jubiläumsalbum (BuschFunk)
- 2009: Akustisch – Die Hits (BuschFunk)
- 2009: Puhdys live – Das 3000. Konzert
- 2011: Live aus der O2-World (BuschFunk)
- 2012: Es war schön (Universal Music)
- 2013: Heilige Nächte (Polydor)
- 2014: Rocklegenden, Puhdys + City + Karat
- 2015: Rocklegenden Live, Puhdys + City + Karat
- 2016: Das letzte Konzert (Universal Music)